# Lliga Mundial per a la Reforma Sexual

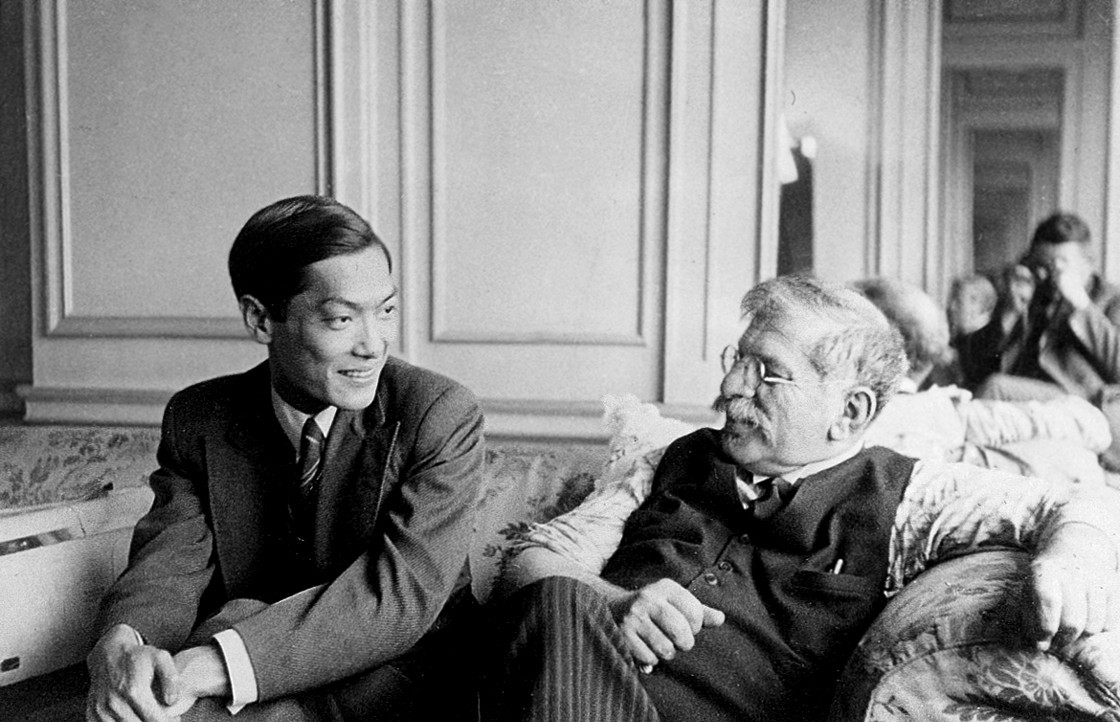
Magnus Hirschfeld amb l'estudiant xinès Tao Li a Brno (1932).

La Lliga Mundial per a la Reforma Sexual sobre Bases Científiques (nom complet en alemany: Weltliga für Sexualreform auf sexualwissenschaftlicher Grundlage; en anglès, World league for sexual reform on scientific basis) va ser una associació creada el 1928, en el marc del congrés sobre la reforma sexual realitzat a Copenhaguen. LEls directors de la lliga van ser l'alemany Magnus Hirschfeld, el britànic Havelock Ellis i el suís Auguste Forel.

## Història
El 1921 Magnus Hirschfeld va organitzar el primer Congrés per a la Reforma Sexual, que seria la llavor per al desenvolupament del segon congrés, realitzat a Copenhaguen el 1928, on finalment es dundaria la lliga.
Els membres de la Lliga es trobaven a tot el món. El 1933, per exemple, n'eren membres del consell el professor Asnaurow i Else Jerusalem (Argentina), el Dr. Ramón Clases (Xile), Red. Gudmundson (Islàndia), Dr. Prißman (Letònia), Dr. A. Salama (Egipte), Dr. Schneidenberger (Libèria), Sindo Seitaro i M. Suzuki (Japó) i el Dr. Juan Fernández Pérez (Espanya), a més d'altres membres d'Alemanya, França, Països Baixos, Suïssa, Bèlgica, Estats Units, Dinamarca, la República Txecoslovaca, Rússia i Àustria.
A l'estat espanyol també hi havia una secció pròpia de la Lliga Mundial per la Reforma Sexual, la Lliga espanyola per a la reforma sexual, creada el 1932, essent-ne el seu president Gregorio Marañón i la seva secretària Hildegart Rodríguez. No obstant, la secció espanyola era la més conservadora, així com de les poques que no va incloure l'homosexualitat al seu programa. L'homosexualitat es va mantenir com un tema tabú fins a la Guerra Civil Espanyola.
Després del congrés de Copenhaguen, se'n van realitzar més a Londres (1929), Viena (1930) i Brno (1932); es congressos previstos a Moscou i Chicago no es van poder realitzar per l'ascens de l'estalinisme i la Gran Depressió. D'altra banda, les lluites internes entre els revolucionaris, liderats per Wilhelm Reich, i els reformistes, liderats per Norman Haire, van provocar la dissolució de l'organització durant la segona meitat de la dècada de 1930. Entre els oradors que van parlar als diferents congressos es pot esmentar Vera Brittain, George Bernard Shaw i Bertrand Russell.